# Leptogaster albitarsis
Leptogaster albitarsis là một loài ruồi trong họ Asilidae. Leptogaster albitarsis được Macquart miêu tả năm 1846. Loài này phân bố ở vùng nhiệt đới châu Phi.